# Lijst van voetbalinterlands Finland - Italië
Deze lijst van voetbalinterlands is een overzicht van alle officiële voetbalwedstrijden tussen de nationale teams van Finland en Italië. De landen speelden tot op heden vijftien keer tegen elkaar. De eerste ontmoeting, een wedstrijd in de eerste ronde van de Olympische Spelen 1912, werd gespeeld op 29 juni 1912 in Stockholm (Zweden). Het laatste duel, een kwalificatiewedstrijd voor het Europees kampioenschap voetbal 2020, vond plaats op 8 september 2019 in Tampere.

## Wedstrijden
| №  | Plaats    | Datum             | Competitie           | Wedstrijd        | Uitslag |
| -- | --------- | ----------------- | -------------------- | ---------------- | ------- |
| 1  | Stockholm | 29 juni 1912      | OS 1912              | Finland – Italië | 3 – 2   |
| 2  | Helsinki  | 20 juli 1939      | Vriendschappelijk    | Finland – Italië | 2 – 3   |
| 3  | Genua     | 4 november 1964   | WK 1966 kwalificatie | Italië – Finland | 6 – 1   |
| 4  | Helsinki  | 23 juni 1965      | WK 1966 kwalificatie | Finland – Italië | 0 – 2   |
| 5  | Helsinki  | 5 juni 1975       | EK 1976 kwalificatie | Finland – Italië | 0 – 1   |
| 6  | Rome      | 27 september 1975 | EK 1976 kwalificatie | Italië – Finland | 0 – 0   |
| 7  | Helsinki  | 8 juni 1977       | WK 1978 kwalificatie | Finland – Italië | 0 – 3   |
| 8  | Turijn    | 15 oktober 1977   | WK 1978 kwalificatie | Italië – Finland | 6 – 1   |
| 9  | Parma     | 27 mei 1994       | Vriendschappelijk    | Italië – Finland | 2 – 0   |
| 10 | Palermo   | 29 maart 2003     | EK 2004 kwalificatie | Italië – Finland | 2 – 0   |
| 11 | Helsinki  | 11 juni 2003      | EK 2004 kwalificatie | Finland – Italië | 0 – 2   |
| 12 | Messina   | 17 november 2004  | Vriendschappelijk    | Italië – Finland | 1 – 0   |
| 13 | Verona    | 6 juni 2016       | Vriendschappelijk    | Italië – Finland | 2 – 0   |
| 14 | Udine     | 23 maart 2019     | EK 2020 kwalificatie | Italië – Finland | 2 – 0   |
| 15 | Tampere   | 8 september 2019  | EK 2020 kwalificatie | Finland − Italië | 1 − 2   |

## Samenvatting
| Competitie        | Totaal gespeeld | Winst Finland | Gelijk | Winst Italië | Doelsaldo Finland – Italië |
| ----------------- | --------------- | ------------- | ------ | ------------ | -------------------------- |
| WK-kwalificatie   | 4               | 0             | 0      | 4            | 2 − 17                     |
| EK-kwalificatie   | 6               | 0             | 1      | 5            | 1 − 9                      |
| Olympische Spelen | 1               | 1             | 0      | 0            | 3 − 2                      |
| Vriendschappelijk | 4               | 0             | 0      | 4            | 2 − 8                      |
| Totaal            | 15              | 1             | 1      | 13           | 8 − 36                     |

Wedstrijden bepaald door strafschoppen worden, in lijn met de FIFA, als een gelijkspel gerekend.

## Details

### Eerste ontmoeting
| Olympische Spelen (Stockholm, Zweden, 29 juni 1912): |              | |
| Finland | 3 – 2        | Italië |
| Jarl Öhman 2' Eino Soinio 40' Bror Wiberg 105' | goals        | 10' Franco Bontadini 25' Enrico Sardi |
| Selectiecommissie | bondscoach   | Vittorio Pozzo |
| August Syrjäläinen Hjalmar Holopainen Gösta Löfgren Knut Lund Eino Soinio Kaarlo Soinio August Wickström Bror Wiberg Artturi Nyyssönen Jarl Öhman Algot Niska                                                                     | opstellingen | Piero Campelli Angelo Binaschi Renzo De Vecchi 46' Carlo De Marchi Giuseppe Milano Pietro Leone Enea Zuffi Franco Bontadini Felice Berardo Enrico Sardi Edoardo Mariani |
| | wissels      | 46' Vittorio Morelli Di Popolo |
| - Debuut van Knut Lund (HIFK Helsinki) voor Finland. - Debuut van Piero Campelli, Franco Bontadini (Internazionale), Carlo De Marchi, Enea Zuffi, Vittorio Morelli Di Popolo (Torino) en Enrico Sardi (Andrea Doria) voor Italië. |              | |

### Dertiende ontmoeting
| Vriendschappelijk (Verona, Italië, 6 juni 2016): |              | |
| Italië | 2 – 0        | Finland |
| Antonio Candreva 27' (pen.) Daniele De Rossi 71' | goals        | |
| Antonio Conte | bondscoach   | Hans Backe |
| Salvatore Sirigu Leonardo Bonucci 85' Antonio Candreva 76' Giorgio Chiellini Thiago Motta 63' Andrea Barzagli Emanuele Giaccherini 64' Marco Parolo Stephan El Shaarawy 69' Ciro Immobile Simone Zaza 81' | opstellingen | Lukáš Hrádecký Kari Arkivuo Paulus Arajuuri Joona Toivio 73' Jere Uronen Roman Jerjomenko Tim Sparv Markus Halsti Përparim Hetemaj 73' Alexander Ring 46' Teemu Pukki |
| Daniele De Rossi 63' Stefano Sturaro 64' Alessandro Florenzi 69' Federico Bernardeschi 76' Graziano Pellè 81' Angelo Ogbonna 85'                                                                          | wissels      | 46' Robin Lod 73' Jukka Raitala 73' Thomas Lam |
| - Debuut van Stefano Sturaro (Juventus) voor Italië. |              | |

Finse voetbalbond · A-internationals · Bondscoaches · Statistieken · Fins vrouwenelftal · Olympisch elftal · Finland U21 · Finland U20 · Finland U19 · Finland U18 · Finland U17 · Finland U16
1911 – 1919 ·
1920 – 1929 ·
1930 – 1939 ·
1940 – 1949 ·
1950 – 1959 ·
1960 – 1969 ·
1970 – 1979 ·
1980 – 1989 ·
1990 – 1999 ·
2000 – 2009 ·
2010 – 2019 ·
2020 − 2029
EK 2020
OS 1912 ·
OS 1936 ·
OS 1952 ·
OS 1980
1911 · 
1912 · 
1913 · 
1914 · 
1915 · 1916 · 1917 · 1918 · 
1919 · 
1920 · 
1921 · 
1922 · 
1923 · 
1924 · 
1925 · 
1926 · 
1927 · 
1928 · 
1929 · 
1930 · 
1931 · 
1932 · 
1933 · 
1934 · 
1935 · 
1936 · 
1937 · 
1938 · 
1939 · 
1940 · 
1941 · 
1942 · 
1943 · 
1944 · 
1945 · 
1946 · 
1947 · 
1948 · 
1949 · 
1950 · 
1952 · 
1952 · 
1953 · 
1954 · 
1955 · 
1956 · 
1957 · 
1958 · 
1959 · 
1960 · 
1961 · 
1962 · 
1963 · 
1964 · 
1965 · 
1966 · 
1967 · 
1968 · 
1969 · 
1970 · 
1971 · 
1972 · 
1973 · 
1974 · 
1975 · 
1976 · 
1977 · 
1978 · 
1979 · 
1980 · 
1981 · 
1982 · 
1983 · 
1984 · 
1985 · 
1986 · 
1987 · 
1988 · 
1989 · 
1990 · 
1991 · 
1992 · 
1993 · 
1994 · 
1995 · 
1996 · 
1997 · 
1998 · 
1999 · 
2000 · 
2001 · 
2002 · 
2003 · 
2004 · 
2005 · 
2006 · 
2007 · 
2008 · 
2009 · 
2010 · 
2011 · 
2012 · 
2013 · 
2014 · 
2015 · 
2016 · 
2017 · 
2018 ·
2019 ·
2020
Albanië ·
Algerije ·
Andorra ·
Armenië ·
Azerbeidzjan ·
Bahrein ·
Barbados ·
België ·
Bermuda ·
Bolivia ·
Bosnië en Herzegovina ·
Brazilië ·
Bulgarije ·
Canada ·
Chili ·
China ·
Colombia ·
Costa Rica ·
Cyprus ·
Denemarken ·
DDR ·
(West-)Duitsland ·
Ecuador ·
Egypte ·
Engeland ·
Estland ·
Faeröer ·
Frankrijk ·
Georgië ·
Griekenland ·
Honduras ·
Hongarije ·
Ierland ·
IJsland ·
India ·
Irak ·
Israël ·
Italië ·
Japan ·
Jemen ·
Joegoslavië ·
Jordanië ·
Kameroen ·
Kazachstan ·
Koeweit ·
Kosovo ·
Kroatië ·
Letland ·
Liechtenstein ·
Litouwen ·
Luxemburg ·
Maleisië ·
Malta ·
Marokko ·
Mexico ·
Moldavië ·
Montenegro ·
Nederland ·
Noord-Ierland ·
Noord-Korea ·
Noord-Macedonië ·
Noorwegen ·
Oekraïne · 
Oman ·
Oostenrijk ·
Peru ·
Polen ·
Portugal ·
Qatar ·
Roemenië ·
Rusland ·
San Marino ·
Saoedi-Arabië ·
Schotland ·
Servië ·
Servië en Montenegro ·
Singapore ·
Slovenië ·
Slowakije ·
Sovjet-Unie ·
Spanje ·
Thailand ·
Trinidad en Tobago ·
Tsjechië ·
Tsjecho-Slowakije ·
Tunesië ·
Turkije ·
Uruguay ·
Verenigde Arabische Emiraten ·
Verenigde Staten ·
Wales ·
Wit-Rusland ·
Zuid-Korea ·
Zweden ·
Zwitserland
België (2021) · 
Denemarken (2021) · 
Rusland (2021)
FIGC · A-internationals · Selecties · Bondscoaches · Italiaans vrouwenelftal · Olympisch elftal · Italië U21 · Italië U20 · Italië U19 · Italië U18 · Italië U17 · Italië U16 · Vrouwen U17
1910 – 1919 ·
1920 – 1929 ·
1930 – 1939 ·
1940 – 1949 ·
1950 – 1959 ·
1960 – 1969 ·
1970 – 1979 ·
1980 – 1989 ·
1990 – 1999 ·
2000 – 2009 ·
2010 – 2019 ·
2020 − 2029
EK's: 1968 · 
1980 · 
1988 · 
1996 · 
2000 · 
2004 · 
2008 · 
2012 · 
2016 ·
2020 ·
2024
WK's: 1934 · 
1938 · 
1950 · 
1954 · 
1962 · 
1966 · 
1970 · 
1974 · 
1978 · 
1982 · 
1986 · 
1990 · 
1994 · 
1998 · 
2002 · 
2006 · 
2010 · 
2014
OS: 1912 · 
1920 · 
1924 · 
1928 · 
1936 · 
1948 · 
1952 · 
1960 · 
1984 · 
1988 · 
1992 · 
1996 · 
2000 · 
2004 · 
2008
1911 · 
1912 · 
1913 · 
1914 · 
1915 · 
1916 · 1917 · 1918 · 1919 · 
1920 · 
1921 · 
1922 · 
1923 · 
1924 · 
1925 · 
1926 · 
1927 · 
1928 · 
1929 · 
1930 · 
1931 · 
1932 · 
1933 · 
1934 · 
1935 · 
1936 · 
1937 · 
1938 · 
1939 · 
1940 · 
1941 · 
1942 · 
1943 · 1944 · 
1945 · 
1946 · 
1947 · 
1948 · 
1949 · 
1950 · 
1952 · 
1952 · 
1953 · 
1954 · 
1955 · 
1956 · 
1957 · 
1958 · 
1959 · 
1960 · 
1961 · 
1962 · 
1963 · 
1964 · 
1965 · 
1966 · 
1967 · 
1968 · 
1969 · 
1970 · 
1971 · 
1972 · 
1973 · 
1974 · 
1975 · 
1976 · 
1977 · 
1978 · 
1979 · 
1980 · 
1981 · 
1982 · 
1983 · 
1984 · 
1985 · 
1986 · 
1987 · 
1988 · 
1989 · 
1990 ·
1991 · 
1992 · 
1993 · 
1994 · 
1995 · 
1996 · 
1997 · 
1998 · 
1999 · 
2000 · 
2001 · 
2002 · 
2003 · 
2004 · 
2005 · 
2006 · 
2007 · 
2008 · 
2009 · 
2010 · 
2011 · 
2012 · 
2013 · 
2014 · 
2015 · 
2016 · 
2017 ·
2018 ·
2019 ·
2020 ·
2021 ·
2022 ·
2023 ·
2024
Albanië ·
Algerije ·
Argentinië ·
Armenië ·
Australië ·
Azerbeidzjan ·
België ·
Bosnië en Herzegovina ·
Brazilië ·
Bulgarije ·
Canada ·
Chili ·
China ·
Costa Rica ·
Cyprus ·
DDR ·
Denemarken ·
Duitsland ·
Ecuador ·
Egypte ·
Engeland ·
Estland ·
Faeröer ·
Finland ·
Frankrijk ·
Georgië ·
Ghana ·
Griekenland ·
Haïti ·
Hongarije ·
Ierland ·
IJsland ·
Israël ·
Ivoorkust ·
Japan ·
Joegoslavië ·
Kameroen ·
Kroatië ·
Liechtenstein · 
Litouwen ·
Luxemburg ·
Malta ·
Marokko ·
Mexico ·
Moldavië ·
Montenegro ·
Nederland ·
Nieuw-Zeeland ·
Nigeria ·
Noord-Ierland ·
Noord-Korea ·
Noord-Macedonië ·
Noorwegen ·
Oekraïne ·
Oostenrijk ·
Paraguay ·
Peru ·
Polen ·
Portugal ·
Roemenië ·
Rusland ·
San Marino ·
Saoedi-Arabië ·
Schotland ·
Servië ·
Servië en Montenegro ·
Slovenië ·
Slowakije ·
Sovjet-Unie ·
Spanje ·
Tsjechië ·
Tsjecho-Slowakije ·
Tunesië ·
Turkije ·
Uruguay ·
Venezuela ·
Verenigde Staten ·
Wales ·
Wit-Rusland ·
Zuid-Afrika ·
Zuid-Korea ·
Zweden ·
Zwitserland
Argentinië (1982) · 
Australië (2006) · 
België (2016) · 
België (2021) · 
Brazilië (1970) · 
Brazilië (1982) · 
Brazilië (1994) · 
Costa Rica (2014) · 
Duitsland (2006) · 
Duitsland (2012) · 
Engeland (2012) ·
Engeland (2014) ·
Engeland (2021) ·
Frankrijk (2000) · 
Frankrijk (2006) · 
Frankrijk (2008) · 
Ghana (2006) · 
Hongarije (1938) · 
Ierland (2012) · 
Joegoslavië (1968) · 
Kameroen (1982) · 
Kroatië (2012) · 
Nederland (2008) · 
Nieuw-Zeeland (2010) · 
Oekraïne (2006) · 
Oostenrijk (2021) · 
Paraguay (2010) · 
Peru (1982) · 
Polen (1982, 1) · 
Polen (1982, 2) · 
Roemenië (2008) · 
Spanje (2008) ·
Spanje (2012, 1) ·
Spanje (2012, 2) ·
Spanje (2016) ·
Spanje (2021) ·
Tsjechië (2006) · 
Turkije (2021) · 
Uruguay (2014) · 
Verenigde Staten (2006) · 
Wales (2021) · 
West-Duitsland (1982) · 
Zweden (2016) · 
Zwitserland (2021)